# Glenn Catley
Glenn Catley est un boxeur anglais né le 15 mars 1972 à Sudbury.

## Carrière
Passé professionnel en 1993, il devient champion d'Angleterre des poids moyens en 1998 puis champion du monde des super-moyens WBC le 6 mai 2000 après sa victoire au 12e round contre Markus Beyer. Catley conserve son titre dès le combat suivant face à Dingaan Thobela le 1er septembre 2000. Il met un terme à sa carrière en 2007 sur un bilan de 29 victoires et 7 défaites.